# كاتلين شوكاجيان
كاتلين شوكاجيان (مواليد 28 أغسطس 1988) هي لاعبة فنون قتالية مختلطة أمريكية تعمل حالياً في بطولة القتال النهائي وهي حالياً المصنفة رقم 11 في جميع الأوزان.